# Sanremo-Festival 1971
Die 21. Ausgabe des Festival della Canzone Italiana di Sanremo fand 1971 vom 25. bis 27. Februar im städtischen Kasino in Sanremo statt und wurde von Carlo Giuffré und Elsa Martinelli moderiert.

## Ablauf

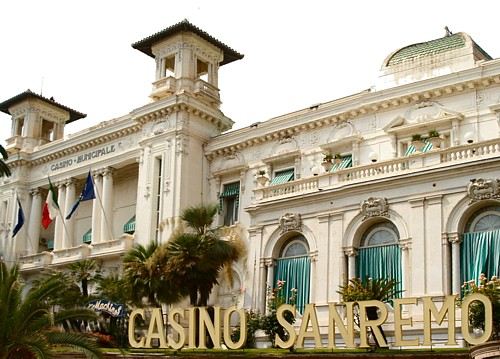
Das städtische Kasino, Veranstaltungsort des Sanremo-Festivals

Wie im Vorjahr waren 1971 Ezio Radaelli und Gianni Ravera mit der Organisation des Festivals betraut. Aufgrund der finanziellen Belastung blieben in diesem Jahr drei Plattenfirmen (Durium, Fonit Cetra und Phonogram) der Veranstaltung fern, weshalb einige große Namen nicht als Teilnehmer zur Verfügung standen. Sergio Endrigo, eigentlich auch davon betroffen, nahm daraufhin auf eigene Kosten teil. Die Anzahl der Beiträge sank von 26 auf 24, im Finale blieb es bei 14. Jedes Lied wurde wie gewohnt in zwei Versionen vorgetragen.
Die prominentesten Teilnehmer dieses Jahres waren neben Endrigo Domenico Modugno, Gigliola Cinquetti, Don Backy, Caterina Caselli, Little Tony und Pino Donaggio. Außerdem nahm Vorjahressieger Adriano Celentano zum fünften und letzten Mal teil, augenscheinlich ohne den Wettbewerb besonders ernst zu nehmen. José Feliciano debütierte unter den internationalen Teilnehmern, daneben auch Mungo Jerry, Ray Conniff und die belgische Band Wallace Collection. Von den italienischen Newcomern war nicht vielen eine Karriere nach dem Festival beschieden; Ausnahmen waren die von Lucio Battisti produzierte Band Formula 3 sowie die (im Festival noch kaum wahrgenommenen) Nomadi.
Die Stars des ersten Abends waren José Feliciano, Donatello und Caterina Caselli, Che sarà entwickelte sich zum Favoriten. Wie schon im letzten Jahr versuchten mehrere Teilnehmer, mit Showelementen während des Auftritts zu punkten, doch half das dieses Jahr weder Rosanna Fratello (mit einer Choreographie mit vier Stepptänzern), noch Mungo Jerry (mit einem blonden Mädchen als Beiwerk) oder Antoine (der nach dem Auftritt an einem Seil davonschwebte) bei der Qualifikation. Favoriten des zweiten Abends waren Il cuore è uno zingaro, 4 marzo 1943 und 13, storia d’oggi.
Im Finale versuchte sich auch Celentano noch einmal an einer Show-Performance mit Akkordeon, Banjo und Gitarre, es reichte letztlich aber nur für den fünften Platz. Es gewann ohne große Überraschungen Il cuore è uno zingaro vor Che sarà. Das drittplatzierte 4 marzo 1943 gewann einen Sonderpreis für den schönsten Text und erwies sich anschließend als kommerziell erfolgreichstes Lied dieser Sanremo-Ausgabe; für Lucio Dalla bedeutete es den Durchbruch.

## Teilnehmende Beiträge
| Platzierung | Interpret                                | Lied                          | Autoren                                                    |
| ----------- | ---------------------------------------- | ----------------------------- | ---------------------------------------------------------- |
| 1           | Nada / Nicola Di Bari                    | Il cuore è uno zingaro        | Franco Migliacci, Claudio Mattone                          |
| 2           | Ricchi e Poveri / José Feliciano         | Che sarà                      | Franco Migliacci, Carlo Pes, Jimmy Fontana                 |
| 3           | Lucio Dalla / Equipe 84                  | 4 marzo 1943                  | Lucio Dalla, Paola Pallottino                              |
| 4           | Donatello / Marisa Sannia                | Com’è dolce la sera           | Luigi Albertelli, Enrico Riccardi                          |
| 5           | Adriano Celentano / Coro Alpino Milanese | Sotto le lenzuola             | Luciano Beretta, Miki Del Prete, Adriano Celentano         |
| 6           | Domenico Modugno / Carmen Villani        | Come stai?                    | Riccardo Pazzaglia, Domenico Modugno                       |
| 7           | Don Backy / Gianni Nazzaro               | Bianchi cristalli sereni      | Don Backy                                                  |
| 8           | Al Bano / Aguaviva                       | 13, storia d’oggi             | Vito Pallavicini, Al Bano                                  |
| 9           | Gigliola Cinquetti / Ray Conniff         | Rose nel buio                 | Lorenzo Pilat, Mario Panzeri, Daniele Pace                 |
| 10          | Caterina Caselli / Dik Dik               | Ninna nanna (Cuore mio)       | Luigi Albertelli, Enrico Riccardi                          |
| 11          | Pino Donaggio / Peppino di Capri         | L’ultimo romantico            | Vito Pallavicini, Pino Donaggio                            |
| 12          | Little Tony / Formula 3                  | La folle corsa                | Mogol, Carlo Donida                                        |
| 13          | Sergio Endrigo / New Trolls              | Una storia                    | Sergio Endrigo                                             |
| 14          | Sergio Menegale / Wallace Collection     | Il sorriso il paradiso        | Sergio Menegale, Gianni D’Errico                           |
|             | Rosanna Fratello / Nino Ferrer           | Amsterdam                     | Daniele Pace, Mario Panzeri, Pino Calvi                    |
|             | Maurizio & Fabrizio / Protagonisti       | Andata e ritorno              | Donato Renzetti, Luigi Albertelli                          |
|             | Antoine / Anna Identici                  | Il dirigibile                 | Luigi Albertelli, Maurizio Fabrizio                        |
|             | Nomadi / Mal                             | Non dimenticarti di me        | Mogol, Mario Lavezzi                                       |
|             | Pio / Mau Cristiani                      | Occhi bianchi e neri          | Eros Sciorilli, Alberto Testa, Miki Del Prete              |
|             | Edda Ollari / Lorenza Visconti           | L’ora giusta                  | Corrado Conti, Daniele Pace, Mario Panzeri, Gianni Argenio |
|             | Paolo Mengoli / Mark e Martha            | I ragazzi come noi            | Ettore Lombardi, Giuseppe Balducci                         |
|             | Piero Focaccia / Mungo Jerry             | Santo Antonio Santo Francisco | Vito Pallavicini, Paolo Conte                              |
|             | Jordan / Gens                            | Lo schiaffo                   | Giandiego Deriu, Vincenzo Barsanti                         |
|             | I Giganti / Fabio Trioli                 | Il viso di lei                | Baracuda, Vince Tempera, Stefano Scandolara                |

## Erfolge
Elf der 14 Finalbeiträge konnten im Anschluss die Top 25 der Charts erreichen, davon sechs in beiden Versionen. Am erfolgreichsten war Lucio Dallas Version von 4 marzo 1943.

| Jahr | Titel                    | Höchstplatzierung, Gesamtwochen, AuszeichnungChartsChartplatzierungen (Jahr, Titel, Platzierungen, Wochen, Auszeichnungen, Anmerkungen) | Anmerkungen                            |
| Jahr | Titel                    | IT | Anmerkungen                            |
| ---- | ------------------------ | --- | -------------------------------------- |
| 1971 | 4 marzo 1943             | IT1 (20 Wo.)IT | Version von Lucio Dalla Platz 3        |
| 1971 | Il cuore è uno zingaro   | IT2 (15 Wo.)IT | Version von Nicola Di Bari Platz 1     |
| 1971 | Che sarà                 | IT3 (16 Wo.)IT | Version von José Feliciano Platz 2     |
| 1971 | Sotto le lenzuola        | IT4 (15 Wo.)IT | Version von Adriano Celentano Platz 5  |
| 1971 | Il cuore è uno zingaro   | IT5 (9 Wo.)IT | Version von Nada Platz 1               |
| 1971 | 13, storia d’oggi        | IT6 (10 Wo.)IT | Version von Al Bano Platz 8            |
| 1971 | Che sarà                 | IT8 (11 Wo.)IT | Version von Ricchi e Poveri Platz 2    |
| 1971 | Come stai?               | IT8 (6 Wo.)IT | Version von Domenico Modugno Platz 6   |
| 1971 | Rose nel buio            | IT9 (10 Wo.)IT | Version von Gigliola Cinquetti Platz 9 |
| 1971 | Com’è dolce la sera      | IT11 (11 Wo.)IT | Version von Donatello Platz 4          |
| 1971 | Bianchi cristalli sereni | IT13 (7 Wo.)IT | Version von Don Backy Platz 7          |
| 1971 | La folle corsa           | IT15 (8 Wo.)IT | Version von Little Tony Platz 12       |
| 1971 | 4 marzo 1943             | IT17 (5 Wo.)IT | Version von Equipe 84 Platz 3          |
| 1971 | La folle corsa           | IT18 (6 Wo.)IT | Version von Formula 3 Platz 12         |
| 1971 | Ninna nanna              | IT20 (3 Wo.)IT | Version von Dik Dik Platz 10           |
| 1971 | Ninna nanna              | IT24 (2 Wo.)IT | Version von Caterina Caselli Platz 10  |
| 1971 | 13, storia d’oggi        | IT23 (4 Wo.)IT | Version von Aguaviva Platz 8           |

## Belege
1. ↑  M&D-Chartarchiv. Musica e dischi, abgerufen am 31. Mai 2017 (italienisch, kostenpflichtiger Abonnement-Zugang).